# Txarango

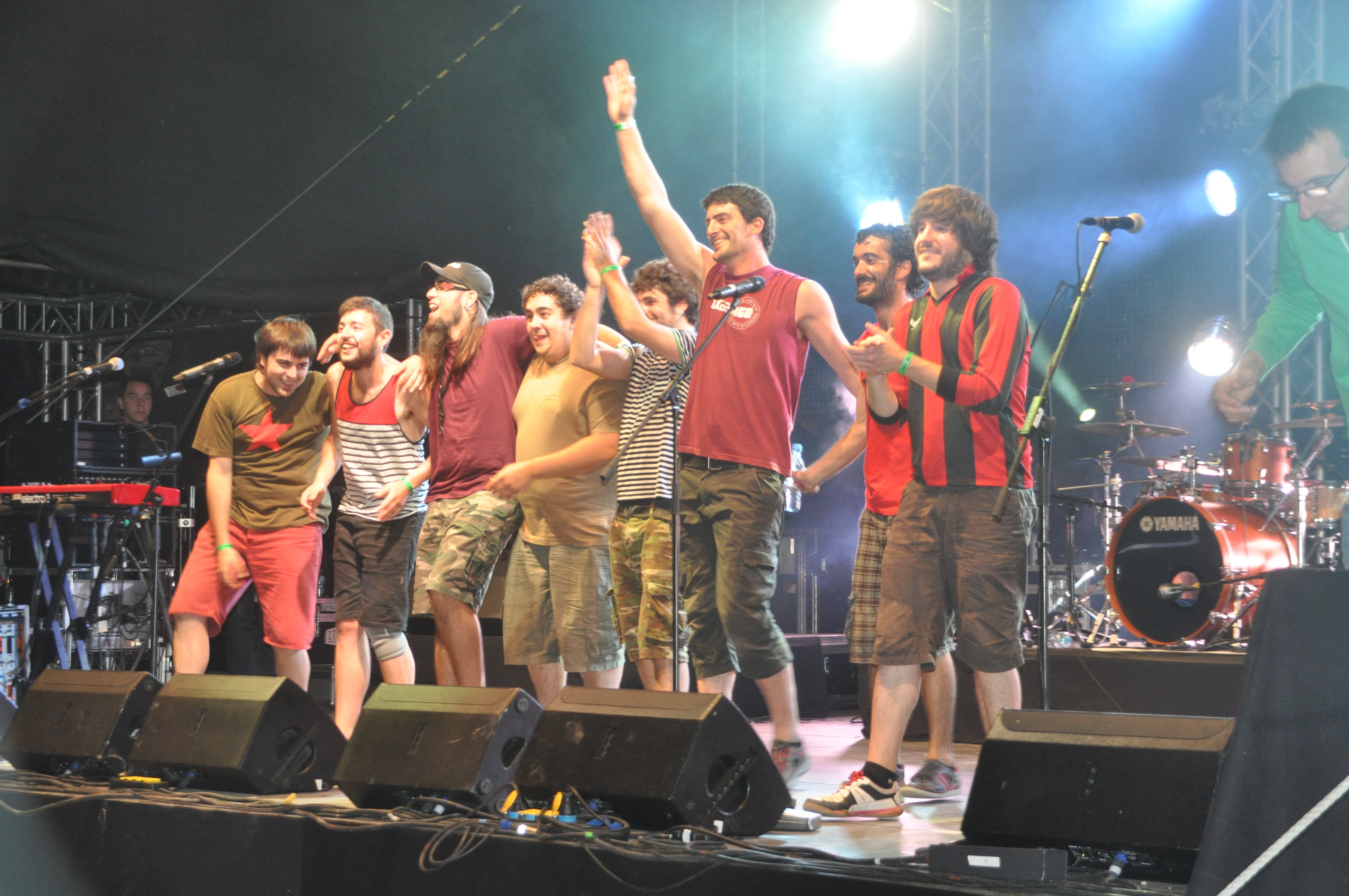
Le groupe Txarango sur scène

Txarango est un groupe de musique catalan formé à Barcelone l'hiver 2010 par Alguer Miquel (voix), Marcel Lázara (voix et guitare) et Sergi Carbonell (piano). La bande propose une fusion musicale avec le reggae comme axe vertébral, accompagné du dub, de la musique latino-américaine ou du pop et d'un mélange des rythmes jamaïcains, du rock, de la pachanga et de la rumba catalane,. Le groupe recrée un imaginaire lié au monde du cirque et du clown.

## Histoire
Les origines de Txarango remontent à 2006 dans les rues du quartier gothique au cœur de la capitale catalane. Trois étudiants de Ribes de Freser et de Sant Joan de les Abadesses, Alguer Miquel, Marcel Lázara (Tito) et Sergi Carbonell (Hipi) ont décidé d'animer leur quartier. Ils se rendaient de temps en temps à la place George Orwell dite « place du Tripi » pour faire des concerts spontanés. Petit à petit, ils ont réuni autour d'eux une bande de musiciens et ont fini par créer Txarango, renvoyant au charango, un instrument à cordes joué par Marcel Tito.
En 2010, la bande a créé « Clownia », évoquant la figure du clown. Clownia représente un univers imaginaire où tout est possible, où on rêve et on fête la vie. Mais c'est également un espace de revendication, de transformation, et le clown en est l'incarnation. En 2014, la bande, déjà consolidée, a lancé son propre festival, « Clownia Festival », qui est né pour répondre à ses inquiétudes. D'un côté, le groupe souhaitait s'appuyer sur la musique comme un outil de transformation sociale permettant de réfléchir à des concepts jugés importants tels que l'esprit critique et la vie en commun. D'un autre côté, il cherchait à dynamiser culturellement la Catalogne, sa terre. Le festival, siégé à Sant Joan de les Abadesses, a connu un vrai succès.
En effet, la musique de Txarango est bien plus qu'un chant festif nous invitant à fêter la vie. Avec ses chansons, le groupe lance des cris de révolte contre les injustices au monde ainsi qu'en faveur de l'autodétermination en Catalogne. À travers la chanson « Agafant l'horitzó », les musiciens ont encouragé la population catalane à voter en faveur de l'indépendance de la Catalogne au référendum de 2017. Le groupe s'est également engagé activement dans des projets humanitaires en participant par exemple à l'établissement d'une maison de la culture au Sénégal.
En décembre 2019, la bande a annoncé sa retraite définitive des plateaux après la tournée de son dernier disque, De vent i ales, qui est sorti vers le milieu de l'année 2020 et avec lequel elle fit ses adieux au public. Le 7 octobre 2021, elle a lancé un communiqué sur son compte Instagram formalisant ses adieux, compte tenu de l'impossibilité de faire une tournée d'adieu à cause de la pandémie de Covid-19.